# Université Kindai
L'Université Kindai (近畿大学, Kinki daigaku) est une université privée basée à Higashiosaka, dans la préfecture d'Osaka, au Japon avec des campus à cinq autres emplacements: Nara (Préfecture de Nara), Ōsakasayama (Préfecture d'Osaka), Uchita (Préfecture de Wakayama), Higashihiroshima (Préfecture de Hiroshima) et Iizuka (Préfecture de Fukuoka). 
Le nom anglais de l'université était Kinki University depuis sa création en 1949 en référence aux « environs de la capitale (Kyoto) ». Le 20 mai 2014, l'université a annoncé que son nom anglais serait officiellement changé en Kindai (近大), afin d'éviter les connotations du mot « kinky » (« coquin »), comme l'université prévoyait de mettre en place une nouvelle école de Langues Étrangères. Le changement de nom a pris effet le 1er avril 2016.
L’Université Kindai est reconnue comme leader en recherches sur la pisciculture.

## Histoire
La fondation de l’université remonte à l'établissement du Osaka Technical College (大阪専門学校, Ōsaka semmon gakkō) en 1925. L’Université Kindai a commencé en 1949, lorsque le collège a fusionné avec la Osaka Science and Engineering University (大阪理工科大学, Ōsaka rikōka daigaku), créée en 1943. Son premier président fut Koichi Seko.
Initialement, il y avait deux écoles : l'École d'Ingénierie et l'École de Commerce (aujourd'hui École des sciences économiques et Commerciales).
Après la guerre, quand la nourriture était rare, l'université a ouvert son Centre de Recherches Marines en 1948 à Shirahama-cho, dans la Préfecture de Wakayama. Aujourd'hui, c'est un Laboratoire de Pêche. C'était la première fois que la recherche en pisciculture marine était réalisée au Japon. Un autre projet novateur est l'Institut de Recherches sur l'Énergie Atomique, qui permit d'établir le premier réacteur nucléaire privé en 1960. 
Lorsque Masataka Seko est devenu le chef de l’université Kindai en 1965, il a amélioré les programmes d'études et l'environnement de l’établissement. En 1974, l'École de Médecine a été ouverte, suivie par un hôpital d'enseignement, un an plus tard. Les bâtiments existants de l'université ont été reconstruits et les laboratoires et autres installations ont été améliorés et développés. Un autre aspect de sa vision que « l'Éducation vient de l'environnement » a été réalisé : il y a plus de verdure sur le campus.
En 1989, l'université, qui s'était concentrées sur la science et la technologie, a ajouté à son offre l'École de Littérature, des Arts et des Études Culturelles. Dans le même temps, l'École d'Agriculture a été déplacée dans la Préfecture de Nara, qui est plus propice aux études sur l'environnement naturel.
En 1993, l’École de Science et de Technologie Biologiques a été ouverte à Uchita-cho, dans la Préfecture de Wakayama. 
Comme l’université est composée de 11 écoles, 44 départements, et une École de Médecine qui chapeaute trois hôpitaux généraux, l'Université Kindai couvre de nombreux domaines de recherche.

## Organisation
En plus de ses 11 écoles, l'Université Kindai gère de écoles supérieures, une division de formation à distance, quatre « junior » collèges (études supérieures de deux ans), un collège technique, une école de soins infirmiers, et d'autres écoles de la maternelle au secondaire. Ces installations couvrent l'ensemble de l'ouest du Japon.

## Sports
L'Universite Kindai a une équipe de baseball dans la Ligue Kansai Big Six.
Il y a aussi une équipe de bandy rattachée à l'université.
L’Université Kindai a une équipe de tir à l'arc, qui a eu plusieurs participants aux Jeux Olympiques.

## Liste d'anciens élèves
- Miki Nakao, nageur au Championnat du Monde
- Ryosuke Irie, nageur
- Takashi Yamamoto, nageur au Championnat du Monde
- Asashio Tarô, IV, lutteur de sumo
- Asanowaka Takehiko, lutteur de sumo
- Asanosho Hajime, lutteur de sumo
- Homarefuji Yoshiyuki, lutteur de sumo
- Takarafuji Daisuke, lutteur de sumo
- Terunoumi Masato, lutteur de sumo
- Tokushōryū Makoto, lutteur de sumo
- Takaharu Furukawa, Médaillé D'Argent au Tir À l'Arc Individuel aux Jeux Olympiques de 2012